# تكلة عباس أباد سفلي
تكلة عباس‌ أباد سفلي هي قرية في مقاطعة بارس أباد، إيران. في تعداد عام 2006، لوحظ وجودها، ولكن لم يتم الإبلاغ عن سكانها.